# Martin Frändesjö
Martin Frändesjö, né le 18 juillet 1971 à Göteborg, est un ancien handballeur suédois évoluant au poste d'ailier gauche.

## Biographie
Il a évolué en équipe de Suède avec laquelle il a été champion du monde en 1999 en Égypte et vice-champion du monde en 1997 et en 2001. Il a aussi remporté le titre de champion d'Europe en 1994, 1998, 2000 et 2002 et celui de vice-champion olympique en 1996 à Atlanta et en 2000 à Sydney.
Après avoir commencé sa carrière en Suède à l'IK Sävehof puis au Redbergslids IK avec lequel il remporte 5 titres de champion de Suède, il rejoint pour deux saisons le club allemand de GWD Minden.
Lors de la saison 2000-2001, il évolue dans le club français du Montpellier Handball. Après une bonne première partie de championnat, il a eu mal à être (ré)intégré après le Championnat du monde — où la France a battu la Suède en finale — et on lui préfère « un tout petit gamin du pôle et du centre de Marseille. Il s’appelait Michaël Guigou. », alors âgé d'à peine 19 ans. Et ainsi, à compter du 15 mai, les deux parties ont décidé de rompre le contrat qui les liait
. Il signe alors chez les Allemands du HSG Nordhorn mais le club allemand étant en proie à des difficultés financières, il rentre en Suède dès le mois de septembre 2001 pour retourner au Redbergslids IK.

## Palmarès

### Club
Compétitions nationales
- Championnat de Suède
  - Vainqueur (5) : 1995, 1996, 1997, 1998 et 2003
  - Deuxième (3) : 1993, 2002 et 2004
- Championnat de France
  - Deuxième (3) : 2001
- Coupe de France
  - Vainqueur (1) : 2001

### Équipe nationale
Jeux olympiques
- Médaille d'argent aux Jeux olympiques de 1996 à Atlanta, ( États-Unis).
- Médaille d'argent aux Jeux olympiques de 2000 à Sydney ( Australie).

Championnats d'Europe
- Médaille d'or au Championnat d'Europe 1994 au Portugal.
- Médaille d'or au Championnat d'Europe 1998 en Italie.
- Médaille d'or au Championnat d'Europe 2000 en Croatie.
- Médaille d'or au Championnat d'Europe 2002 en Suède.

Championnats du monde
- Médaille de bronze au Championnat du monde 1995 en Islande.
- Médaille d'argent au Championnat du monde 1997 en Japon.
- Médaille d'or au Championnat du monde 1999 en Égypte.
- Médaille d'argent au Championnat du monde 2001 en France.